# Duque da Cornualha
Duque da Cornualha (em córnico:  Duketh Kernow) é um título nobiliárquico inglês e o primeiro ducado criado no Pariato da Inglaterra, em 1337. É o último ducado na Inglaterra ainda associado a um domínio territorial. O Ducado de Lencastre já foi territorial, mas ninguém foi titulado Duque de Lencastre desde sua incorporação à Coroa em 1413.
Desde setembro de 2022, o atual duque da Cornualha é Guilherme, Príncipe de Gales, o filho primogênito do atual monarca britânico, o rei Carlos III.

## Brasão de armas
O brasão de armas do Duque da Cornualha é um fundo preto suportando quinze moedas de ouro. O símbolo, além de ser usado nos empreendimentos heráldicos do Príncipe de Gales, também é utilizado pelo Conselho do Condado da Cornualha.

## Economia
O Ducado da Cornualha é um grande império de propriedade comercial que gera rendimentos para o Príncipe Guilherme e para seus filhos – e nem um único centavo para o imposto sobre as sociedades. O Príncipe paga imposto de renda voluntário sobre a renda proveniente do Ducado, na taxa de 45%.
De 2009 a 2020, o Ducado recebeu 3,4 milhões de libras (equivalente a 3,8 milhões de euros) em "bens sem proprietário" – ou "bona vacantia", como é conhecido. Só no exercício financeiro de 2019/2020, foram arrecadadas 201 mil libras das empresas falidas e dissolvidas.
A situação de bona vacantia na Cornualha está em desacordo com o resto da Inglaterra e do País de Gales. Segundo a tradição, se alguém morrer nesta região, sem deixar testamento nem parentes, terá todos os seus bens não reclamados enviados diretamente para o Ducado da Cornualha, sendo geralmente tratados pelo Procurador do Tesouro do Governo em nome da Coroa.
O rei Carlos III, enquanto Príncipe de Gales e então Duque da Cornualha, optou por doar todo o dinheiro de bona vacantia ao Fundo Benevolente do Ducado da Cornualha, a partir do qual as doações são feitas às comunidades locais.
Desde 2009, 1,9 milhões de libras esterlinas foram doadas a instituições de caridade e os beneficiários do Fundo Benevolente incluem o Projeto Esquilo Vermelho da Cornualha, o Exército de Salvação e a Catedral de Truro.

## Lista de duques da Cornualha
| Duque / Duquesa da Cornualha   | Pai / Mãe                   | De                             | Até                               |
| ------------------------------ | --------------------------- | ------------------------------ | --------------------------------- |
| Eduardo, o Príncipe Negro      | Eduardo III de Inglaterra   | 1337 (Parlamento)              | 1376 (morte)                      |
| Ricardo de Bordeaux            | Eduardo, o Príncipe Negro   | 1376 (concessão)               | 1377 (assumiu como Richard II)    |
| Henrique de Monmouth           | Henrique IV de Inglaterra   | 1399 (Parlamento)              | 1413 (assumiu como Henrique V)    |
| Henrique                       | Henrique V de Inglaterra    | 1421 (nascimento)              | 1422 (assumiu como Henrique VI)   |
| Eduardo de Westminster         | Henrique VI de Inglaterra   | 1453 (nascimento)              | 1471 (morte)                      |
| Eduardo Plantageneta           | Eduardo IV de Inglaterra    | 1470 (concessão)               | 1483 (assumiu como Eduardo V)     |
| Eduardo, Conde de Salisbury    | Ricardo III de Inglaterra   | 1483 (acessão do pai)          | 1484 (morte)                      |
| Artur Tudor                    | Henrique VII de Inglaterra  | 1486 (nascimento)              | 1502 (morte)                      |
| Henrique Tudor, Duque de York  | Henrique VII de Inglaterra  | 1502 (morte do irmão Artur)    | 1509 (assumiu como Henrique VIII) |
| Henrique                       | Henrique VIII de Inglaterra | 1511 (nascimento)              | 1511 (morte)                      |
| Henrique                       | Henrique VIII de Inglaterra | 1514 (nascimento)              | 1514 (morte)                      |
| Henrique                       | Henrique VIII de Inglaterra | 1534 (nascimento)              | 1534 (morte)                      |
| "Eduardo"                      | Henrique VIII de Inglaterra | 1536 (nascimento)              | 1536 (morte)                      |
| Eduardo Tudor                  | Henrique VIII de Inglaterra | 1537 (nascimento)              | 1547 (assumiu como Edward VI)     |
| Henrique, Duque de Rothesay    | Jaime I de Inglaterra       | 1603 (acessão do pai)          | 1612 (morte)                      |
| Carlos Stuart, Duque de York   | Jaime I de Inglaterra       | 1612 (morte do irmão Henrique) | 1625 (assumiu como Carlos I)      |
| Carlos Jaime Stuart            | Carlos I da Inglaterra      | 1629 (nascimento)              | 1629 (morte)                      |
| Carlos Stuart                  | Carlos I da Inglaterra      | 1630 (nascimento)              | 1649 (assumiu como Carlos II)     |
| Jaime Francisco Eduardo Stuart | Jaime II de Inglaterra      | 1688 (nascimento)              | 1689 (deposição do pai)           |
| Jorge Augusto                  | Jorge I da Grã-Bretanha     | 1714 (acessão do pai)          | 1727 (assumiu como Jorge II)      |
| Frederico Luís                 | Jorge II da Grã-Bretanha    | 1727 (acessão do pai)          | 1751 (morte)                      |
| Jorge Augusto Frederico        | Jorge III do Reino Unido    | 1762 (nascimento)              | 1820 (assumiu como Jorge IV)      |
| Alberto Eduardo                | Vitória do Reino Unido      | 1841 (nascimento)              | 1901 (assumiu como Eduardo VII)   |
| Jorge                          | Eduardo VII do Reino Unido  | 1901 (acessão do pai)          | 1910 (assumiu como Jorge V)       |
| Eduardo                        | Jorge V do Reino Unido      | 1910 (acessão do pai)          | 1936 (assumiu como Eduardo VIII)  |
| Carlos                         | Isabel II do Reino Unido    | 1952 (acessão da mãe)          | 2022 (assumiu como Carlos III)    |
| Guilherme                      | Carlos III do Reino Unido   | 2022 (acessão do pai)          |                                   |